# Adult Video News
Adult Video News (AVN) és una revista que cobreix totes les novetats de la indústria cinematogràfica per a adults i, des de 1982, uns dels productors principals del món d'entreteniment per a adults. La cartera de negocis d'AVN inclou una xarxa de mitjans de comunicació que inclou diverses publicacions de la indústria adulta a les quals pertanyen AVN, AVN en línia, GayVN, i el negoci de novetat AVN.
La més informativa de les publicacions de la xarxa de mitjans de comunicació AVN ha estat el Directori de la indústria de l'AVN, que és una llista que inclou les empreses de producció de cinema X i negocis relacionats. El llibre, de vegades anomenat "petit llibre vermell", és un servei pagat per les empreses i consisteix en una llista de contactes pels oferir els seus serveis a altres negocis relacionats amb la indústria per a adults. El directori és posat al dia cada any, disposa d'una llista amb més de 9.000 empreses actives, i té una llista de subscriptors actius amb més de 25.000 consumidors. Aquest és una llista de l'AVN, que inclou una de les normes informatives de la indústria per a adults com una publicació adulta que té una referència tan extensa de negocis per a adults.
Una xarxa de mitjans de comunicació organitza les convencions de la indústria per a adults: l'AVN Adult Entertainment Expo, Internext Las Vegas, Internext Summer, AVN Novelty Expo, the GAYVN Expo, GAYVN Summit; i un espectacle pels consumidors, Erotica LA. La principal convenció de l'AVN són els Premis AVN anuals. L'AVN concedeix els seus premis específicament als actors i directors de la indústria de l'entreteniment adult, hi ha altres premis de la indústria per a adults com ara els Premis XRCO. Els Premis de l'AVN han estat actius des de 1984 amb alguns períodes d'inactivitat a finals dels anys vuitanta.
La xarxa AVN Media Network té la seu a la Vall de Sant Fernando, a Califòrnia, i els seus propietaris són Darren Roberts i Paul Fishbein.

## Premis AVN
AVN presenta anualment la cerimònia de lliurament de premis de la indústria pornogràfica. Els premis inclouen al voltant de cent categories i reuneixen cada any a 3.500 persones.